# Имантау (гора)
Имантау (каз. Имантау) — гора в Казахстане. Расположена на западе возвышенности Кокшетау, высшая точка одноимённого массива.
Примыкает с юго-запада к озеру Имантау, над которым нависает крутой северо-восточный склон горы.
Гора сложена породами архея и протерозоя: гнейсами, кварцитами, филлитами и кристаллическими сланцами. Абсолютная высота — 621 м, длина — около 7 км, ширина — около 5 км.
Склоны покрыты сосновым лесом, у подножий также встречаются участки осиново-берёзового леса.